# ماجد (مجلة)
مجلة ماجد (صدرت 1979 م) هي مجلة شهرية للأطفال ما بين سنِّ السابعة والرابعة عشرة من العمر، كانت تصدر أسبوعيًّا عن شبكة أبوظبي للإعلام، كل يوم أربعاء، منذ صدور العدد الأول في يوم الأربعاء 28 فبراير (شُباط) 1979 وحتى نهاية العام 2019، حين تحوَّل إصدارها إلى مجلة شهرية منذ بداية العام 2020 حتى الآن. وفي عام 2009 أُطلِق موقع إلكتروني للمجلة يهدِفُ إلى تسهيل التفاعل والتواصل بين المجلة وقرَّائها. وفي عام 2015 أُطلِقت قناة تلفازية خاصَّة بالمجلة باسم قناة ماجد، وكذلك أُطلِق تطبيق للمجلة على نظام أندرويد وأبل ستور.

## رئيس التحرير
أول من تولى رئاسة تحرير المجلة هو الكاتب المصري أحمد عمر، وكان يظهر بالمجلة باسم الشخصية الرئيسة ماجد، وقد استطاع أن يطوِّر المجلة، ونجح بأن تكون إحدى مجلَّات الأطفال العربية المستمرَّة في الصدور دون انقطاع. ثم خلَفَته السيدة فاطمة سيف، التي عملت مع فريق المجلة على تطويرها لتأخذ موقعها بين مجلات الأطفال العربية. وبناء على السياسة الإعلامية الجديدة التي تهدف إلى تمكين الأطفال من تولِّي مناصب إعلامية عُيِّنت عام 2020 مريم السركال رئيسة لتحرير المجلة، وقد عانت كثيرًا من جرَّاء انخفاض متابعيها في السنوات الأخيرة، مما حدا بها إلى تحويل المجلة من مجلة أسبوعية إلى مجلة شهرية.

## قسم التحرير
يشارك في إعداد المجلة نخبة من ألمع الكتَّاب والرسَّامين، عدد منهم يعمل في مقرِّ المجلة بأبوظبي، مثل آمنة الحمادي، ومحمد بيرم، وأحمد إبراهيم حجازي، ومصطفى رحمة. والباقون منتشرون في أرجاء الوطن العربي، وبعض الدول الأوروبية. ومن الأسماء التي تشارك في تحرير المجلة أو رسمها: بهجت، خليل حداد، محمود أبو فروة الرجبي، جيهان بدراوي، رحمة، أحمد العباسي، وغيرهم من مبدعي الوطن العربي.

## التواصل مع القرَّاء
تشجع (ماجد) قراءها على المساهمة في التحرير. عدد من القراء أصبحوا من كتاب المجلة الدائمين، الذين ينشر إنتاجهم بصفة دورية. ترحب المجلة بإبداعات الكتاب والرسامين في الوطن العربي، وترحب بنشر إنتاجهم المتميز على صفحاتها، مقابل مكافآت مالية. تحرص (ماجد) على المشاركة في المعارض المتخصصة، مثل معرض أبوظبي الدولي للكتاب، ومعرض القاهرة ومعرض صفاقس ومعرض بولونيا وغيرها، وهي معارض متخصصة في كتب الأطفال. كما تشارك في مهرجان دبي للتسوق. ويشارك في أعمال المجلة نخبة من الكتاب والرسامين من الدول العربية الشقيقة. وترحب المجلة بنشر مساهمات القراء في مختلف المجالات.
يمكن لأي قارئ جديدا كان أو وفيا للمجلة أن يكون مندوبا لها بوطنه وحيه بأن يملأ الاستمارة الخاصة بذلك والتي تنشر في صفحات المجلة ويرسلها إلى عنوان المجلة البريدي حتى يحصل على ما يسمى بطاقة مندوب  هذه البطاقة تجعل من الحاصل عليها مندوبا وممثلا لماجد في وطنه وتحديدا في حيه أو مدينته إذ يتابع أهم الأحداث الثقافية والفكرية أو الرياضية بحيه ومدرسته ويوافي بها المجلة حتى تنشر له مساهمته في باب مندوبو ماجد، كما على المندوب أن يتابع مدى سهولة الحصول على المجلة في منطقته السكنية حتى يطلع إدارة المجلة على المشكل إن وجد لتقوم بالإجراءات اللازمة مع وكلاء التوزيع حتى يسهل استلام المجلة حيث يقطن. إن طريقة إشراك القراء أينما كانوا ساهمت بشكل كبير في التعريف بالمجلة أكثر فأكثر حيث مكنت من نشر المجلة في كل حي وفي كل مدينة لأن من مهام المندوب كذلك تعريف الأولاد والبنات في حيه بهذه المجلة.

## التوزيع
سجل توزيع المجلة رقماً قياسياً، لم تصل إليه مجلة مماثلة من قبل، وهو 176500 نسخة في الأسبوع وهو رقم قياسي في تاريخ الصحافة الموجهة إلى الأولاد والبنات، وفقاً لتقرير مؤسسة التحقق من الانتشار الدولية.
وقد أشار آخر استبيان للمجلة أن متوسط عدد قراء النسخة الواحدة أربعة أشخاص، أي أن عدد قراء المجلة أسبوعياً يصل إلى 600 ألف قارئ.

## قرَّاء المجلة
صحيح أن مجلة ماجد هي بالأساس مجلة للفتيان والفتيات ولكنها صارت وبما تقدمه من مواضيع جادة وهامة مجلة لكل العائلة بمختلف الأعمار. توجه المجلة رسالتها أساساً إلى الأطفال من 7 إلى 14 سنة، لكن الاستبيان الذي أجرته المجلة مؤخراً أشار إلى أن هناك حوالي 20% من القراء أكبر من 18 سنة، ويظهر هذا أيضا من خلال مشاركات الأطفال، والكبار، وطلبة الجامعات في بعض الأبواب التي تتيح للقراء المشاركة فيها.

## المعارض والجوائز
مثل معرض أبوظبي (الإمارات العربية المتحدة) الدولي للكتاب، ومعرض القاهرة (مصر) ومعرض صفاقس (تونس) ومعرض بولونيا، وغيرها، وهي معارض متخصصة في كتب الأطفال. كما تشارك في مهرجان دبي للتسوق، وفي الندوات والمؤتمرات العلمية التي تناقش القضايا المتعلقة بالأطفال. وقد حازت المجلة خلال مشاركاتها بهذه المؤتمرات والمحافل العربية والعالمية على جائزة الصحافة العربية مرتين متتاليتين وتعتبر هذه الجائزة أرفع جائزة صحفية في الوطن العربي. الأولى كانت سنة 2002 لأحمد حجازي الرسام بالمجلة، والثانية فاز بها الكاتب أحمد عمر.

## أهداف المجلة
تهدف ماجد إلى تنمية الانتماء إلى الهوية الوطنية ونشر الثقافة والمعرفة عبر تنوع مواضيعها وقصصها التي تقدم بأسلوب فني راقٍ.

## أبواب المجلة
تتغير أبواب المجلة تقريبا كل عام ولكن أبوابها الآن هي:
- مقدمة
- بستان المعرفة: ويتحدث عن أحدث الاكتشافات والمعلومات المنوعة وفيه باب أسئلة عن المعلومات العامة ويقوم بإعداد هذا الباب آمال مجدالدين فهمي.
- أحباب الله: ويتحدث عن معلومات دينية عن موضوع معين، وعن قصص ومعجزات حدثت في عهد الرسول محمد عليه الصلاة والسلام، وبه أيضا بعض الاستفسارات الدينية ويقوم بإعداد هذا الباب خليل الحداد.
- المسابقات: به مسابقات منوعة وتتغير مع تغير المجلة وعادة ما تكون في منتصف صفحات المجلة.
- دائرة معارف ماجد: ويتحدث عن موضوع واحد معين باستفاضة ويقوم بإعداد هذا الباب حمدي أبوكيلة.
- تعلم الإنترنت مع زكية الذكية: ويتحدث عن أحدث الاختراعات في عالم الكمبيوتر ومواقع إنترنت واستفسارات ويقوم بإعداد هذا الباب أحمد ريان.
- بأقلام الأصدقاء: ويكتب فيه أصدقاء المجلة عن كل شيء ويقوم بإعداد هذا الباب عاطف أبو باشا.
- قصص مصورة أبطالها شخصيات المجلة
- قصص مرسومة ومنوعة أبطالها أي شخص أو أي شيء
- بين ماجد وأصدقائه: وفيه يكتب الأصدقاء استفساراتهم عن المجلة وأبوابها وشخصياتها ويقوم بإعداد هذا الباب خالد فؤاد.
- صباح الخير يا وطني: يتحدث عن احدث الأخبار والمناسبات والأحداث التي تجرى في الوطن العربي ويقوم بإعداد هذا الباب خالد فؤاد.
- قصقوصة ورق: في هذا الباب تعرض أشياء بسيطة يمكن للصغار صناعتها بأنفسهم ويقوم بإعداد هذا الباب السيد إبراهيم.
- المجلة الرياضية: تتحدث في كل باب عن رياضة معينة وأحدث أخبار اللاعبين والرياضات ويقوم بإعداد هذا الباب خالد فؤاد.
- كراملة: باب للبنات فيه وصفات للطعام وأيضا العناية بالجسم وبعض الصفات التي يجب أن تتحلى بها الفتاة ويقوم بإعداد هذا الباب انتصار عبد الحق.
- أنا عندي مشكلة: يبعث أصدقاء المجلة بمشكلاتهم وتحل على الصفحات وأيضا به باب إلى كل أب وأم وفيه تُبين أفضل الطرق لتربية الأبناء ويقوم بإعداد هذا الباب خليل الحداد.
- مغامرات ماجد على طريق الحرير: يحكي قصة عن ماجد على طريق الحرير ويقوم بإعداد هذا الباب أشرف أبو اليزيد.
- مظلوم  شخصية هامشية ليس لها مكان في المجلة، ولكنها تقدم معلومات سريعة ومتنوعة ويقوم بإعدادها الأديب محمود أبو فروة الرجبي
- توجد المزيد من الأبواب الجديدة التي تحكي عن الاكتشافات والمدارس والحقوق وغيرها.

وتقوم المجلة سنويا بتطوير نفسها وزيادة الأبواب، واقفال أبواب قديمة، وضخ المزيد من الدماء في المجلة
ملحوظة: يوجد أيضا في بعض صفحات المجلة بعض الإعلانات، وقد تزايد عددها في الآونة الأخيرة ويعتبر هذا التزايد أكبر دليل على تحقيق المجلة لانتشار أوسع وشهرة أكبر.

## الشخصيات
- ماجد الشخصية الرئيسية والذي سميت المجلة باسمه.
- كسلان جدا وأخوه نشيط.
- زكيّة الذكيّة: فتاة ذكيّة تقدم صفحات حول الانترنت.
- كريم ديجيتال: شاب يحب التكنولوجيا والشبكة العنكبوتية والبرمجة(انتهى نشر قصصه).
- كراملة: تقدم وصفات أكل صحية ونصائح للفتيات.
- أمونة: الطفلة المدللة.
- مدرسة البنات: مغامرات قمر ونجمة ولولوة مع باقي الزميلات وأبلة (مدرسة) ابتسام وأبلة تودد.
- فريق البحث الجنائي وهم: النقيب خلفان، الملازم مريم والمساعد فهمان.
- فضولي: أكثر الشخصيات غموضا، يظهر بدون استئذان في أي صفحة من صفحات المجلة وهناك مسابقة للبحث عنه في كل عدد.
- خالتي عوشة (و قد انتهى تأليف قصصها بسبب رفض معظم الأصدقاء لها في الاستبيان).
- الجمل صابر (انتهى نشر قصصه).
- زيكو زيكي وزعتر (انتهى نشر قصصهم).
- حنتوفة: الرجل البخيل
- الدلة والفنجان (انتهى نشر قصصهما).
- طرطوف: المخترع العبقري

### شخصيات دائمة
- ماجد (منذ أول عدد والمجلة مرتبطة به)
- كسلان جدا. (منذ أول عدد).
- فريق البحث الجنائي. (منذ أول عدد) ينقطع بعض الأحيان، ويتكون من الثنائي (النقيب خلفان وهو قائد الفريق وهو العقل المفكر، المساعد فهمان الذي يحلم بأن يرتقي في رتبته الوظيفية وأن تزين كتفيه بالنجوم ومع أنه قليل الذكاء إلا أنه ينفذ مهامه على أكمل وجه) لاحقا انضمت إليهما الملازم مريم وتتميز بالذكاء والقدرة التحليلية على حل القضايا.
- موزة الحبوبة وأخوها رشود (منذ أول عدد).
- بي بي. (انقطعت لمدة عامين ثم عادت).
- مظلوم: يظهر في العديد من الصفحات بطَلة سريعة يقدم فيها بعض المعلومات.(تم حذفه من المجلة)
- أمونه المزيونة.(منذ 1998).
- فضولي.(منذ السنة الثانية).

ملحوظة: شخصية فضولي لم تظهر من أول عدد، وإنما بعد السنة الأولى ظهر بشكل مسابقة من المسابقات الأسبوعية بحيث يتم إخفاؤه في إحدى الصفحات ويتم الكشف عنه وإرسال الإجابة في نموذج الإجابات، أما في الأعداد الأولى فلم يكن معروفا.
ملحوظة (ظهرت عبر السنوات لفضولي نظارة ومفتاح وتطور البحث عنه وعن عائلته).

### شخصيات جديدة
- زيكو زيكي وزعتر(انتهى نشر قصصهم)
- حنتوفة: الرجل البخيل.
- برق ورعد(انتهى نشر قصصهما)
- خالتي عوشة (انتهى نشر قصصها)
- زلووومة (انتهى نشر قصصه)
- باكر1: روبوت متقدم من المستقبل

### شخصيات قديمة ومنقطعة
- شمسة ودانة. فتاتان تعيشان في جزيرة بعيدا عن صخب المدينة وتسكنان في خيمة تعيش معهما مجموعه من الحيوانات الأليفة (العنز حبوبة والسلحفاة سلمى والصقر)
- الجمل صابر.
- عفاريتو. هو شبح صغير قادم من أحد العصور الماضية ويتميز بأنه يملك 3 أعين، صفاته ظريف، مشاكس، ودائما ما يقص مواقف حصلت له في حياته، يحب صديقه جسور كثيرا، المثير في قصة عفاريتو أنه لأحد يستطيع رؤيته إلا صديقه جسور وقارئي مجلة ماجد فقط.
- الدلة والفنجان.
- زنجبيل.
- فيجاروو.
- سابا وتيكا
- عاطف
- رابحة
- درهم
- سفروت
- سكر
- زوبعة
- شملول
- خالد واخته
- معتز
- روبوت ر ت
- عنتر
- جسور
- أبو الظرفاء
- ظريف
- أبو عارف
- زووو
- ابن جلا
- منصور
- ظريفة
- عم عجب
- اشعب
- الجد بوصالح
- الضابط
- لولوة
- مشمشة
- حبوبة
- القط نونو
- الفنجان
- الآنسة الصغيرة
- فضولى
- الدلة
- القلم همام
- حيوانات مرحة
- حمار جحا
- خطير
- جحا
- سلمى
- ميكى
- تمر
- عمرو
- بهلول
- زغلول
- سندباد
- قرطاس
- ناصر
- صلبوخ
- سيف الدين
- المهندس سعيد ووالده
- نرجس
- القاضي عادل
- عصابة الخمسة
- صلاح الدين
- الطن
- الأستاذ عارف
- مظلوم
- كابتن خميسو
- بهجت
- فرحة
- فستق وبندق
- رونالدينيو: لاعب كرة القدم الموهوب.

ملاحظة عامة حول شخصيات المجلة: من الطريف أن المجلة تسعى إلى أن تُصور كل شخصية تظهر على صفحاتها عاملا حقيقيا في بالمجلة أي أنها لا تقول إن الشخصيات القديمة لن تظهر بعد الآن مثلا، بل تقول إن هذه الشخصيات قد خدمت المجلة لما فيه الكفاية وقد حان الوقت لتنال إجازة، وقد قدمت طلبا لإدارة المجلة بذلك فنالت القبول.

## مطبوعات أصدرتها ماجد
تحاول ماجد حث الشبان على تعاطي مواهب نافعة وجيدة ومن ذلك جمع الطوابع البريدية والعملات والمطالعة، ولذلك تنشر المجلة في كل عدد تقريبا منذ فترة مجموعة من العملات والطوابع البريدية لبلدان مختلفة للبيع وبأسعار رمزية حتى يتسنى للأطفال اقتناؤها (أحينا تباع الطوابع بالميزان). كما تنشر المجلة كذلك كتبا للمطالعة ومنها:
- سلسلة كتب دائرة معارف زكية الذكية.
- سلسلة كتب كسلان جداً.
- سلسلة كتب أيام عربية.
- سلسلة كتب فريق البحث الجنائي وغيرها من الإصدارات.

وغيرها من الإصدارات، التي طُبع منها عدة طبعات.

## انتشار المجلة وانتقادها
- تعتبر من المجلات الناجحة والمنتشرة جدا بالوطن العربي نظرا لأهمية المواضيع بها.
- يقول العديد من القراء أن المجلة لا ترد على رسائلهم ولعل هذا راجع إلى العدد الهائل من الرسائل التي تصل إلى المجلة حيث يبلغ عدد الرسائل التي تردها أسبوعيا 10 آلاف رسالة.
- أفضل أعداد المجلة كان العهد الذهبي لمجلة ماجد (عهد الثمانينات) والقارئ يلاحظ الفرق بين الأعداد القديمة والجديدة، فالقارئ يلاحظ هبوط لمستوى المجلة إلى أن وصلت إلى المستوى الذي تظهر عليه الآن.

## وصلات خارجية
- الموقع الرسمي الإلكتروني
- مجلة ماجد على الفيس بووك  على فيسبوك.